# 2017-es magyar úszóbajnokság
A 2017-es magyar úszóbajnokságot, amely a 119. magyar bajnokság volt, teljes nevén CXIX. Országos Bajnokság Széchy Tamás emlékére, 2017. április 19 és 22. között rendezték meg Debrecenben.

## Eredmények

### Férfiak
| Versenyszám                               | Arany                                                         | Arany    | Ezüst                                                              | Ezüst    | Bronz                                                         | Bronz    |
| ----------------------------------------- | ------------------------------------------------------------- | -------- | ------------------------------------------------------------------ | -------- | ------------------------------------------------------------- | -------- |
| 50 m gyorsúszás Döntő: április 19.        | Takács Krisztián Győri UE                                     | 22,39    | Lobanovszkij Maxim Győri UE                                        | 22,41    | Németh Nándor Egri UK                                         | 22,75    |
| 100 m gyorsúszás Döntő: április 21.       | Németh Nándor Egri UK                                         | 48,64    | Holoda Péter Hajdúszoboszlói Árpád SE                              | 48,87    | Kozma Dominik MTK                                             | 49,56    |
| 200 m gyorsúszás Döntő: április 22.       | Bernek Péter BVSC                                             | 1:48,54  | Milák Kristóf Érd                                                  | 1:48,82  | Németh Nándor Egri UK                                         | 1:49,25  |
| 400 m gyorsúszás Döntő: április 20.       | Bernek Péter BVSC                                             | 3:49,60  | Márton Richárd Budafóka                                            | 3:50,22  | Verrasztó Dávid BVSC                                          | 3:50,59  |
| 800 m gyorsúszás Döntő: április 19.       | Gyurta Gergely Újpesti TE                                     | 7:55,85  | Lakatos Dávid Egri UK                                              | 7:57,57  | Rasovszky Kristóf Balaton UK                                  | 7:59,76  |
| 1500 m gyorsúszás Döntő: április 22.      | Gyurta Gergely Újpesti TE                                     | 15:05,12 | Kalmár Ákos Bajai Spartacus                                        | 15:16,60 | Lakatos Dávid Egri UK                                         | 15:20,68 |
| 50 m hátúszás Döntő: április 22.          | Bohus Richárd Békéscsabai Előre                               | 25,16    | Balog Gábor Győri USE                                              | 25,56    | Szentes Bence Győri USE                                       | 25,62    |
| 100 m hátúszás Döntő: április 21.         | Bohus Richárd Békéscsabai Előre                               | 54,40    | Balog Gábor Győri USE                                              | 54,90    | Telegdy Ádám Kőbánya SC                                       | 55,08    |
| 200 m hátúszás Döntő: április 19.         | Bernek Péter BVSC                                             | 1:56,69  | Telegdy Ádám Kőbánya SC                                            | 1:57,17  | Balog Gábor Győri USE                                         | 1:58,69  |
| 50 m mellúszás Döntő: április 22.         | Gyurta Dániel Újpesti TE                                      | 28,11    | Horváth Zoltán Római SE Rozanovic Ádám HÓD Úszó SE                 | 28,51    |                                                               |          |
| 100 m mellúszás Döntő: április 21.        | Gyurta Dániel Újpesti TE                                      | 1:00,35  | Financsek Gábor Mohácsi TE                                         | 1:01,44  | Horváth Dávid Kőbánya SC                                      | 1:01,99  |
| 200 m mellúszás Döntő: április 19.        | Gyurta Dániel Újpesti TE                                      | 2:09,72  | Horváth Dávid Kőbánya SC                                           | 2:12,16  | Kutasi Máté Vasas SC                                          | 2:13,75  |
| 50 m pillangóúszás Döntő: április 20.     | Cseh László Egri UK                                           | 23,94    | Takács Krisztián Győri USE                                         | 24,13    | Pulai Bence Kőbánya SC                                        | 24,21    |
| 100 m pillangóúszás Döntő: április 22.    | Milák Kristóf Érd                                             | 51,98    | Cseh László Egri UK                                                | 52,36    | Pulai Bence Kőbánya SC                                        | 52,74    |
| 200 m pillangóúszás Döntő: április 19.    | Kenderesi Tamás Pécs                                          | 1:54,89  | Milák Kristóf Érd                                                  | 1:55,41  | Tekauer Márk Dunaharaszti MTK                                 | 1:56,44  |
| 200 m vegyes úszás Döntő: április 20.     | Cseh László Egri UK                                           | 1:59,43  | Telegdy Ádám Kőbánya SC                                            | 2:00,01  | Sós Dániel Vasas SC                                           | 2:00,64  |
| 400 m vegyes úszás Döntő: április 21.     | Gyurta Gergely Újpesti TE                                     | 4:12,81  | Bernek Péter BVSC                                                  | 4:13,62  | Holló Balázs Egri UK                                          | 4:18,48  |
| 4 × 100 m gyorsváltó Döntő: április 20.   | Egri UK Németh Nándor Holló Balázs Lakatos Dávid Cseh László  | 3:21,85  | Győri USE Mészáros Márk Takács Krisztián Balog Gábor Gyárfás Bence | 3:22,49  | Kőbánya SC Telegdy Ádám Reményi Ármin Pulai Bence Pulai Vince | 3:26,60  |
| 4 × 200 m gyorsváltó Döntő: április 21.   | Egri UK Lakatos Dávid Németh Nándor Holló Balázs Cseh László  | 7:30,11  | BVSC Biczó Bence Drigán Zoltán Kátai Krisztián Papp Márk           | 7:33,08  | Kőbánya SC Telegdy Ádám Reményi Ármin Pulai Vince Pulai Bence | 7:37,20  |
| 4 × 100 m vegyes váltó Döntő: április 22. | Kőbánya SC Telegdy Ádám Horváth Dávid Pulai Bence Pulai Vince | 3:40,75  | Egri UK Németh Nándor Takács Tamás Cseh László Holló Balázs        | 3:43,57  | BVSC Bernek Péter Verrasztó Dávid Biczó Bence Drigán Zoltán   | 3:44,27  |

### Nők
| Versenyszám                               | Arany                                                                   | Arany    | Ezüst                                                              | Ezüst    | Bronz                                                                     | Bronz    |
| ----------------------------------------- | ----------------------------------------------------------------------- | -------- | ------------------------------------------------------------------ | -------- | ------------------------------------------------------------------------- | -------- |
| 50 m gyorsúszás Döntő: április 19.        | Molnár Flóra Délzalai Vízmű                                             | 25,41    | Verrasztó Evelyn BVSC                                              | 25,88    | Sasha Touretski Győri USE                                                 | 25,96    |
| 100 m gyorsúszás Döntő: április 21.       | Hosszú Katinka Iron Aquatics                                            | 54,62    | Verrasztó Evelyn BVSC                                              | 54:77    | Molnár Flóra Délzalai Vízmű                                               | 55:52    |
| 200 m gyorsúszás Döntő: április 22.       | Hosszú Katinka Iron Aquatics                                            | 1:57,29  | Késely Ajna Kőbánya SC                                             | 1:57,86  | Verrasztó Evelyn BVSC                                                     | 1:58,44  |
| 400 m gyorsúszás Döntő: április 20.       | Késely Ajna Kőbánya SC                                                  | 4:06,64  | Hosszú Katinka Iron Aquatics                                       | 4:07,52  | Kapás Boglárka Újpesti TE                                                 | 4:07,65  |
| 800 m gyorsúszás Döntő: április 22.       | Kapás Boglárka Újpesti TE                                               | 8:24,76  | Késely Ajna Kőbánya SC                                             | 8:31,05  | Juhász Adél Kiskunhalasi UGYE                                             | 8:44,09  |
| 1500 m gyorsúszás Döntő: április 19.      | Kapás Boglárka Újpesti TE                                               | 16:04,19 | Késely Ajna Kőbánya SC                                             | 16:14,35 | Hosszú Katinka Iron Aquatics                                              | 16:18,72 |
| 50 m hátúszás Döntő: április 22.          | Hosszú Katinka Iron Aquatics                                            | 28,54    | Joó Sára Érd                                                       | 28,95    | Burián Katalin Egri UK                                                    | 28,97    |
| 100 m hátúszás Döntő: április 21.         | Hosszú Katinka Iron Aquatics                                            | 1:00,46  | Burián Katalin Egri UK                                             | 1:01,65  | György Réka Vasas SC                                                      | 1:01,67  |
| 200 m hátúszás Döntő: április 19.         | Burián Katalin Egri UK                                                  | 2:09,85  | György Réka Vasas SC                                               | 2:11,36  | Hosszú Katinka Iron Aquatics                                              | 2:13,47  |
| 50 m mellúszás Döntő: április 22.         | Molnár Flóra Délzalai Vízmű                                             | 32,12    | Szurovcsák Ivett Nyíregyháza                                       | 32,24    | Hosszú Katinka Iron Aquatics                                              | 32,28    |
| 100 m mellúszás Döntő: április 21.        | Vécsei Réka Miskolci VSI                                                | 1:09,90  | Szurovcsák Ivett Nyíregyháza                                       | 1:09,97  | Sztankovics Anna Újpesti TE                                               | 1:10,53  |
| 200 m mellúszás Döntő: április 19.        | Vécsei Réka Miskolci VSI                                                | 2:28,61  | Hosszú Katinka Iron Aquatics                                       | 2:29,47  | Sebestyén Dalma Győri USE                                                 | 2:30,69  |
| 50 m pillangóúszás Döntő: április 20.     | Molnár Flóra Délzalai Vízmű                                             | 26,71    | Sasha Touretski Győri USE                                          | 26,80    | Joó Sára Érd                                                              | 27,12    |
| 100 m pillangóúszás Döntő: április 22.    | Szilágyi Liliána Bp. Honvéd                                             | 59,04    | Hosszú Katinka Iron Aquatics                                       | 59,15    | Jakabos Zsuzsanna Győri USE                                               | 59,59    |
| 200 m pillangóúszás Döntő: április 19.    | Jakabos Zsuzsanna Győri USE                                             | 2:08,06  | Szilágyi Liliána Bp. Honvéd                                        | 2:09,12  | Kapás Boglárka Újpesti TE                                                 | 2:10,74  |
| 200 m vegyes úszás Döntő: április 20.     | Hosszú Katinka Iron Aquatics                                            | 2:09,38  | Jakabos Zsuzsanna Győri USE                                        | 2:12,36  | Verrasztó Evelyn BVSC                                                     | 2:12,62  |
| 400 m vegyes úszás Döntő: április 21.     | Hosszú Katinka Iron Aquatics                                            | 4:35,91  | Kapás Boglárka Újpesti TE                                          | 4:39,35  | Jakabos Zsuzsanna Győri USA                                               | 4:39,39  |
| 4 × 100 m gyorsváltó Döntő: április 20.   | Győri USE Gyertyánffy Sára Dobos Dorottya Kovács Réka Jakabos Zsuzsanna | 3:48,96  | BVSC Verrasztó Evelyn Nagy Réka Ádám Henrietta Böszörményi Bettina | 3:49,93  | MTK Gyurinovics Fanni Kiss Petra Bokros Blanka Ollé Mónika                | 3:52,05  |
| 4 × 200 m gyorsváltó Döntő: április 21.   | Kiskunhalasi UGYE Juhász Janka Szilvási Gréta Vas Luca Juhász Adél      | 8:14,19  | Kőbánya SC Késely Ajna Borsi Anett Rohács Réka Sömenek Onon Kata   | 8:19,93  | Egri UK Muzsnay Zsófia Kiss Nikoletta Sós Klaudia Beliczai Bóra           | 8:22,99  |
| 4 × 100 m vegyes váltó Döntő: április 22. | Győri USE Dobos Dorottya Jakabos Zsuzsanna Gyertyánffy Sára Kovács Réka | 4:11,98  | MTK Ollé Mónika Kotnyek Bettina Bokros Blanka Gyurinovics Fanni    | 4:14,56  | Vasas SC Szabó-Feltóthy Eszter Labán Eszter Galamb Szimonetta György Réka | 4:14,65  |

### Vegyes
| Versenyszám                               | Arany                                                                  | Arany   | Ezüst                                                                  | Ezüst   | Bronz                                                                  | Bronz   |
| ----------------------------------------- | ---------------------------------------------------------------------- | ------- | ---------------------------------------------------------------------- | ------- | ---------------------------------------------------------------------- | ------- |
| 4 × 100 m gyorsváltó Döntő: április 19.   | Érd Milák Kristóf Jánosi Kristóf Barócsai Petra Joó Sára               | 3:33,34 | BVSC Bernek Péter Verrasztó Dávid Verrasztó Evelyn Böszörményi Bettina | 3:34,85 | Győr Mészáros Márk Takács Krisztián Gyertyánffy Sára Jakabos Zsuzsanna | 3:35,53 |
| 4 × 100 m vegyes váltó Döntő: április 21. | BVSC Bernek Péter Verrasztó Dávid Verrasztó Evelyn Böszörményi Bettina | 3:54,44 | Győri USE Balog Gábor Dér Denisz Jakabos Zsuzsanna Gyetyánffy Sára     | 3:57,01 | Egri UK Burián Katalin Takács Tamás Muzsnay Zsófia Németh Nándor       | 3:57,62 |